# 아스나 (소드 아트 온라인)
아스나는 카와하라 레키가 저술한 소설, 그리고 그것을 원작으로 한 만화와 애니메이션인 소드 아트 온라인의 주요 등장 인물이다. 카와하라 레키가 만들었으며, , 캐릭터 원안은 abec가, 애니메이션 캐릭터 디자인은 아다치 신고가  맡았다. 원작  소설 1권 9화(애니메이션 1기 2화)에서 첫 등장했다. 성우는 토마츠 하루카가 맡았다.

## 생애

### 소드 아트 온라인:아인크란드에서
명문가 유우키 가문의 부자집 딸로 태어나 부모의 뜻대로 "엘리트 코스"를 밟고 있었다. 그러던 중, 오빠가 구입해놨던 SAO를 출장간 오빠에게 부탁해 하루만 빌려달라고 했고, SAO의 데스게임에 사로잡힌다. 처음엔 일상생활에 영원히 복귀하지 못할거라는 공포감과 현실세계에서의 시간을 잃어버리는 상실감 때문에 절망하며 지내며, 어떻게든 살아남겠다는 마음을 먹고는 게임 공략에 몰두하였다. 이 과정에서, 그녀의 뛰어난 플레이 실력을 인정받아 KoB(Knights Of Blood/혈맹기사단)의 부단장이 된다. SAO에서는 상대적으로 적은 여성 플레이어에다가 그 중에서도 다섯 손가락에 들어갈 정도의 미모와 최강 길드라고 불렸던 '혈맹기사단(KoB)'의 부단장을 맡고 있을 정도의 실력을 겸비해 SAO에서 모르는 사람은 없을 정도의 유명 인사였기에, 수 많은 남자들에게 고백과 청혼을 받았지만 다 거절해 버렸다. 그러던 중, 키리토와의 만남을 통해 밝은 성격을 되찾게 되었고 키리토에게 호의를 품게 된다. 그리고 같이 파티를 맺고 지내는 과정에서 연정을 느껴 키리토와 시스템 상 '결혼'을 한다. 그만큼 그녀에게 문제가 생길 수 없도록, KoB에서는 2명의 호위기사를 그녀에게 붙이지만 본인은 그것을 귀찮게 생각한다. 무기는 레이피어를 사용하여 키리토조차 육안으로 보기 힘든 속도로 정밀 공격을 계속 퍼붓는 그녀를 향해 고레벨 플레이어들은 그녀에게 '섬광'의 이명을 주었다. 또한 취미로 요리기술을 마스터(기술 숙련도 한계치 도달) 하였다. 아인크라드 75층에서 최종 보스인 히스클리프(카야바 아키히코)와의 대결을 하는 키리토가 죽음의 위기에 처하자 자신의 몸을 던져 그를 지켰고, 자신은 게임 오버가 된다.(키리토와 마찬가지로 원래는 죽었어야 했지만, 죽지 않고 결과적으로는 현실로 생환한다.)

### 소드 아트 온라인 페어리 댄스 편에서
페어리 댄스 편에서는 SAO에서 생환해야 하는 의식을 약혼자 스고우(아버지인 쇼조가 아스나의 의견과 무관하게 정해버린 것이었다.)의 조종으로 ALO세계에 유폐되어, 정령왕 오베론의 왕비 티타니아가 되어 세계수 가지에 매달려있는 새장에 갇히게 된다. 기지를 발휘해 도주하여 GM권한 행사를 할 수 있는 카드키를 얻어 새장 밖으로 던지고, 시기 좋게 그 당시 세계수로 상승하던 리파와 키리토가 카드를 발견하여 많은 사람의 도움으로 세계수에 올라 사건을 해결할 수 있게 되었다. 사건 해결 후 키리토를 비롯한 SAO귀환자들이 모인 학교에 재학 중이다. 입학에 맞추기 위해 상당히 힘든 재활치료를 하였고, 입학 직후 격렬한 운동을 금지하고 있다.

### 소드 아트 온라인 펜텀 불릿편에서
팬텀 불릿 편에서는 키리토가 단독으로 GGO에 다이브한 것을 눈치채고 온라인 중계로 키리토의 활약상을 동료들과 감상한다. 신생 ALO의 부족은 운디네이며, 스킬의 절반을 지원, 회복계 마법에 투자하여 치유 및 후방 지원 역할을 수행하지만, 감정이 북받치거나 신나게 한바탕 벌이고 싶을 때는 세검으로 장비를 바꾸어 최전선에서 활약한다. 그 모습에 "버서커 힐러 아스나"라는 별명이 붙어졌다.

### 소드 아트 온라인 마더스 로사리오에서
마더즈 로자리오 편에서는 주인공을 맡는다. SAO 사건에 휘말려 엘리트 코스에서 벗어나 버린 것에 대해 어머니 쿄고의 압박과, 갈등으로 무기력한 자신을 느꼈지만, 유우키와 만나 함께 싸우는 것에서 결과를 두려워하지 말고 부딪쳐가는 것이 중요하다는 교훈을 얻는다. 유우키의 조언으로 쿄코와 직접 VR월드로 다이브하여 앞으로의 계획을 상의하였고, 자신의 진심을 전하고 화해하였다. 후에도 유우키와 많은 추억을 만들고 그녀의 11연격 OSS(original sword skill)인 '마더즈 로자리오'를 계승하였다.

### 소드 아트 온라인 앨리시제이션편에서
앨리시제이션 편에서는 키리토가 납치되었다는 것을 깨닫고 키리토를 찾기위해 키쿠오카 세이치로를 쫓아 라스의 해상기지인 오션 터틀까지 쳐들어가, 라스의 진정한 목적이 상향식 인공지능을 만드는 것이라는 것을 알게된다. 키리토의 귀환을 기다리던 중, 그의 망가진 플럭트라이트를 고쳐주기 위하여 언더월드로 다이브 한다.

### 소드 아트 온라인 유니탈링편에서
키리토(키리가야 카즈토)와는 현실세계에서 연인의 관계이다. 단지, 그의 주위에 여자가 많고 누구에게나 친절한 성격이라는 것에 약간 불만이 있다.